# Filipe Soares (cầu thủ bóng đá, sinh 1999)
Filipe Miguel Barros Soares (sinh ngày 20 tháng 5 năm 1999) là một cầu thủ bóng đá người Bồ Đào Nha thi đấu cho Benfica B ở vị trí tiền vệ.

## Sự nghiệp câu lạc bộ
Sinh ra ở Lisbon, Soares bắt đầu sự nghiệp bóng đá tại học viện trẻ của Benfica năm 2007. Anh có màn ra mắt cho đội dự bị của câu lạc bộ trong trận đấu tại LigaPro 2016–17 trước Freamunde vào ngày 19 tháng 2 năm 2017.